# Adrianna Sułek
Adrianna Sułek (Bydgoszcz, 3 april 1999) is een Poolse atleet die gespecialiseerd is in de vijf- en zevenkamp. Tijdens de Europese kampioenschappen indooratletiek 2023 won Sułek op het onderdeel vijfkamp de zilveren medaille. Daarnaast nam Sułek deel aan de Olympische Zomerspelen 2020 en 2024, op het onderdeel zevenkamp.